# Puchar Świata w narciarstwie alpejskim mężczyzn 2000/2001
Puchar Świata w narciarstwie alpejskim mężczyzn sezon 2000/2001 to 35. edycja tej imprezy. Cykl ten rozpoczął się w austriackim Sölden 29 października 2000 roku, a zakończył 11 marca 2001 roku w szwedzkim Åre.

## Podium zawodów
| Lp.                                                                         | Data                 | Miejscowość            | Konkurencja | 1. Miejsce           | 2. Miejsce           | 3. Miejsce                       |
| --------------------------------------------------------------------------- | -------------------- | ---------------------- | ----------- | -------------------- | -------------------- | -------------------------------- |
| 1.                                                                          | 29 października 2000 | Sölden                 | gigant      | Hermann Maier        | Stephan Eberharter   | Fredrik Nyberg                   |
| 2.                                                                          | 17 listopada 2000    | Park City              | gigant      | Michael von Grünigen | Lasse Kjus           | Hermann Maier                    |
| 3.                                                                          | 19 listopada 2000    | Park City              | slalom      | Heinz Schilchegger   | Mario Matt           | Kjetil André Aamodt              |
| 4.                                                                          | 25 listopada 2000    | Lake Louise            | zjazd       | Stephan Eberharter   | Silvano Beltrametti  | Lasse Kjus                       |
| 5.                                                                          | 26 listopada 2000    | Lake Louise            | supergigant | Hermann Maier        | Lasse Kjus           | Andreas Schifferer               |
| 6.                                                                          | 2 grudnia 2000       | Beaver Creek           | zjazd       | Hermann Maier        | Lasse Kjus           | Stephan Eberharter               |
| 7.                                                                          | 3 grudnia 2000       | Beaver Creek           | supergigant | Fredrik Nyberg       | Christoph Gruber     | Kenneth Sivertsen                |
| 8.                                                                          | 9 grudnia 2000       | Val d’Isère            | zjazd       | Hermann Maier        | Stephan Eberharter   | Fritz Strobl                     |
| 9.                                                                          | 10 grudnia 2000      | Val d’Isère            | gigant      | Hermann Maier        | Heinz Schilchegger   | Andreas Schifferer               |
| 10.                                                                         | 11 grudnia 2000      | Sestriere              | slalom      | Hans Petter Buraas   | Kilian Albrecht      | Pierrick Bourgeat                |
| 11.                                                                         | 16 grudnia 2000      | Val d’Isère            | zjazd       | Alessandro Fattori   | Kristian Ghedina     | Roland Fischnaller               |
| 12.                                                                         | 17 grudnia 2000      | Val d’Isère            | gigant      | Michael von Grünigen | Heinz Schilchegger   | Bode Miller                      |
| 13.                                                                         | 19 grudnia 2000      | Madonna di Campiglio   | slalom      | Mario Matt           | Heinz Schilchegger   | Rainer Schönfelder               |
| 14.                                                                         | 21 grudnia 2000      | Bormio                 | zjazd       | Christoph Gruber     | Erik Schlopy         | Fredrik Nyberg                   |
| 15.                                                                         | 6 stycznia 2001      | Les Arcs               | gigant      | Michael von Grünigen | Benjamin Raich       | Marco Büchel                     |
| 16.                                                                         | 9 stycznia 2001      | Adelboden              | gigant      | Hermann Maier        | Michael von Grünigen | Fredrik Nyberg                   |
| 17.                                                                         | 14 stycznia 2001     | Wengen                 | slalom      | Benjamin Raich       | Rainer Schönfelder   | Mario Matt                       |
| 18.                                                                         | 19 stycznia 2001     | Kitzbühel              | supergigant | Hermann Maier        | Josef Strobl         | Werner Franz                     |
| 19.                                                                         | 20 stycznia 2001     | Kitzbühel              | zjazd       | Hermann Maier        | Hannes Trinkl        | Stephan Eberharter Daron Rahlves |
| 20.                                                                         | 20 stycznia 2001     | Kitzbühel              | slalom      | Benjamin Raich       | Jure Košir           | Hans Petter Buraas               |
| 21.                                                                         | 21 stycznia 2001     | Kitzbühel              | kombinacja  | Lasse Kjus           | Michael Walchhofer   | Kjetil André Aamodt              |
| 22.                                                                         | 23 stycznia 2001     | Schladming             | slalom      | Benjamin Raich       | Hans Petter Buraas   | Mitja Kunc                       |
| 23.                                                                         | 27 stycznia 2001     | Garmisch-Partenkirchen | zjazd       | Fritz Strobl         | Peter Rzehak         | Franco Cavegn                    |
| 24.                                                                         | 28 stycznia 2001     | Garmisch-Partenkirchen | supergigant | Christoph Gruber     | Hermann Maier        | Didier Cuche                     |
| 36. Mistrzostwa Świata w Narciarstwie Alpejskim 2001 – St. Anton am Arlberg |                      |                        |             |                      |                      |                                  |
| 25.                                                                         | 15 lutego 2001       | Shiga Kōgen            | gigant      | Hermann Maier        | Marco Büchel         | Benjamin Raich                   |
| 26.                                                                         | 17 lutego 2001       | Shiga Kōgen            | slalom      | Pierrick Bourgeat    | Heinz Schilchegger   | Benjamin Raich                   |
| 27.                                                                         | 18 lutego 2001       | Shiga Kōgen            | slalom      | Pierrick Bourgeat    | Heinz Schilchegger   | Jure Košir                       |
| 28.                                                                         | 2 marca 2001         | Kvitfjell              | zjazd       | Hermann Maier        | Florian Eckert       | Lasse Kjus                       |
| 29.                                                                         | 3 marca 2001         | Kvitfjell              | zjazd       | Stephan Eberharter   | Florian Eckert       | Fritz Strobl                     |
| 30.                                                                         | 4 marca 2001         | Kvitfjell              | supergigant | Hermann Maier        | Hannes Trinkl        | Stephan Eberharter               |
| 31.                                                                         | 8 marca 2001         | Åre                    | zjazd       | Hermann Maier        | Stephan Eberharter   | Kenneth Sivertsen                |
| 32.                                                                         | 10 marca 2001        | Åre                    | gigant      | Hermann Maier        | Erik Schlopy         | Benjamin Raich                   |
| 33.                                                                         | 11 marca 2001        | Åre                    | slalom      | Benjamin Raich       | Mario Matt           | Sébastien Amiez                  |

## Klasyfikacje
| Lp. | Zawodnik             | Punkty |
| --- | -------------------- | ------ |
| 1.  | Hermann Maier        | 1618   |
| 2.  | Stephan Eberharter   | 875    |
| 3.  | Lasse Kjus           | 866    |
| 4.  | Benjamin Raich       | 865    |
| 5.  | Michael von Grünigen | 743    |
| 6.  | Heinz Schilchegger   | 730    |
| 7.  | Kjetil André Aamodt  | 668    |
| 8.  | Josef Strobl         | 527    |
| 9.  | Fredrik Nyberg       | 475    |
| 10. | Didier Cuche         | 473    |

| Lp. | Zawodnik            | Punkty |
| --- | ------------------- | ------ |
| 1.  | Hermann Maier       | 576    |
| 2.  | Stephan Eberharter  | 562    |
| 3.  | Josef Strobl        | 402    |
| 4.  | Hannes Trinkl       | 313    |
| 5.  | Lasse Kjus          | 301    |
| 6.  | Franco Cavegn       | 290    |
| 7.  | Silvano Beltrametti | 266    |
| 8.  | Werner Franz        | 236    |
| 9.  | Peter Rzehak        | 213    |
| 10. | Josef Strobl        | 196    |

| Lp. | Zawodnik            | Punkty |
| --- | ------------------- | ------ |
| 1.  | Hermann Maier       | 420    |
| 2.  | Christoph Gruber    | 246    |
| 3.  | Josef Strobl        | 228    |
| 4.  | Stephan Eberharter  | 208    |
| 5.  | Werner Franz        | 182    |
| 6.  | Didier Cuche        | 177    |
| 7.  | Hannes Trinkl       | 148    |
| 8.  | Lasse Kjus          | 143    |
| 9.  | Fredrik Nyberg      | 129    |
| 10. | Kjetil André Aamodt | 124    |

| Lp. | Zawodnik              | Punkty |
| --- | --------------------- | ------ |
| 1.  | Hermann Maier         | 622    |
| 2.  | Michael von Grünigen  | 612    |
| 3.  | Erik Schlopy          | 350    |
| 4.  | Benjamin Raich        | 320    |
| 5.  | Heinz Schilchegger    | 316    |
| 6.  | Marco Büchel          | 305    |
| 7.  | Fredrik Nyberg        | 300    |
| 8.  | Lasse Kjus            | 241    |
| 9.  | Andreas Schifferer    | 185    |
| 9.  | Massimiliano Blardone | 185    |

| Lp. | Zawodnik            | Punkty |
| --- | ------------------- | ------ |
| 1.  | Benjamin Raich      | 546    |
| 2.  | Heinz Schilchegger  | 414    |
| 3.  | Mario Matt          | 406    |
| 4.  | Pierrick Bourgeat   | 368    |
| 5.  | Hans Petter Buraas  | 340    |
| 6.  | Jure Košir          | 300    |
| 7.  | Kjetil André Aamodt | 291    |
| 8.  | Kilian Albrecht     | 247    |
| 9.  | Mitja Kunc          | 226    |
| 9.  | Rainer Schönfelder  | 226    |

| Lp. | Zawodnik            | Punkty |
| --- | ------------------- | ------ |
| 1.  | Lasse Kjus          | 100    |
| 2.  | Michael Walchhofer  | 80     |
| 3.  | Kjetil André Aamodt | 60     |
| 4.  | Casey Puckett       | 50     |
| 5.  | Paul Accola         | 45     |
| 6.  | Gregor Šparovec     | 40     |
| 7.  | ?                   |        |
| 8.  | ?                   |        |
| 9.  | ?                   |        |
| 10  | ?                   |        |

| Lp. | Państwo           | Punkty |
| --- | ----------------- | ------ |
| 1.  | Austria           | 8293   |
| 2.  | Szwajcaria        | 3173   |
| 3.  | Norwegia          | 2803   |
| 4.  | Słowenia          | 1843   |
| 5.  | Francja           | 1652   |
| 6.  | Włochy            | 1183   |
| 7.  | Stany Zjednoczone | 1159   |
| 8.  | Szwecja           | 531    |
| 9.  | Liechtenstein     | 529    |
| 10. | Niemcy            | 479    |